# Маципура, Игорь
Игорь Маципура (род. 10 апреля 1985 в Киеве, Украинская ССР) — украинский фигурист, выступающий на международном уровне за Словакию.
Игорь Маципура Родился в Киеве, СССР. В детском возрасте переехал в США. Дважды выступал на чемпионате США по фигурному катанию. С сезона 2005/2006 выступал за Словакию, трижды становился чемпионом.